# Judy Holliday
Judith Tuvim, coneguda artísticament com a Judy Holliday (21 de juny de 1921, Nova York – 7 de juny de 1965, Nova York) va ser una actriu estatunidenca.
Judy Holliday comença la seva carrera en un espectacle de night club, per tal de figurar en comèdies musicals a Broadway. El 1946, coneix l'èxit amb el seu paper de Billie Dawn a l'obra Nascuda ahir, que la porta a interpretar el paper principal de l'adaptació cinematogràfica realitzada per George Cukor el 1950; una actuació per a la qual obté l'Oscar a la millor actriu. Després d'algunes aparicions en pel·lícules durant els anys 1950, reprèn el seu paper d'Ella Peterson en l'adaptació de la comèdia musical Bells Are Ringing el 1960.
El 1952, en el marc de la caça de bruixes, Judy Holliday és obligada a provar que no és membre del Partit comunista. Si no va ser a la llista negra del cinema, ho va ser a la ràdio i a la televisió durant gairebé tres anys.
Mor el 7 de juny de 1965 d'un càncer de mama. Té la seva estrella al Passeig de la Fama de Hollywood al 6901 de Hollywood Boulevard.

## Filmografia
| Any  | Pel·lícula                       | Paper                       | Notes                                                                    |
| ---- | -------------------------------- | --------------------------- | ------------------------------------------------------------------------ |
| 1938 | Too Much Johnson                 | Extra                       | paper curt                                                               |
| 1944 | Greenwich Village                | Revuer                      | No surt als crèdits                                                      |
| 1944 | Something for the Boys           |                             | No surt als crèdits                                                      |
| 1944 | Winged Victory                   | Ruth Miller                 |                                                                          |
| 1949 | Adam's Rib                       | Doris Attinger              | Nominada − Globus d'Or a la millor actriu secundària                     |
| 1949 | Un dia a Nova York (On the Town) | Daisy                       | No surt als crèdits, només veu                                           |
| 1950 | Nascuda ahir (Born Yesterday)    | Emma 'Billie' Dawn          | Oscar a la millor actriu Globus d'Or a la millor actriu musical o còmica |
| 1952 | The Marrying Kind                | 'Florrie' Keefer            | Nominada − BAFTA a la millor actriu                                      |
| 1954 | It Should Happen to You          | Gladys Glover               |                                                                          |
| 1954 | Tururut! (Phffft!)               | Nina Tracey nascuda Chapman | Nominada − BAFTA a la millor actriu                                      |
| 1956 | The Solid Gold Cadillac          | Laura Partridge             | Nominada − Globus d'Or a la millor actriu musical o còmica               |
| 1957 | Full of Life                     |                             |                                                                          |
| 1960 | Bells Are Ringing                |                             | Nominada − Globus d'Or a la millor actriu musical o còmica               |